# Swan Lake (Montana)
Swan Lake es un lugar designado por el censo (en inglés, census-designated place, CDP) ubicado en el condado de Lake, Montana, Estados Unidos. Según el censo de 2020, tiene una población de 102 habitantes.

## Geografía
La localidad está ubicada en las coordenadas 47°56′10″N 113°47′59″O / 47.93611, -113.79972. Según la Oficina del Censo de los Estados Unidos, Swan Lake tiene una superficie total de 19.71 km², correspondientes en su totalidad a tierra firme.

## Demografía
Según el censo de 2020, hay 102 personas residiendo en Swan Lake. La densidad de población es de 5.2 hab./km². El 89.22% son blancos y el 10.78% son de dos o más razas. Del total de la población, el 0.98% es hispano o latino.